# Aleida Quintana
Aleida Quintana Ordaz (1987, Querétaro de Arteaga) és una activista mexicana pels drets humans i feminista de formació antropòloga social. Forma part de la Xarxa Nacional de Defensores dels Drets Humans. S'exilià a Espanya per les pressions que rebia al seu país pel seu activisme.
El 2012 començà a denunciar les desaparicions ocorregudes a l'estat de Querétaro. Elaborà una base de dades de persones desaparegudes, les quals eren "víctimes del tràfic de persones, feminicidis, explotació sexual, treball forçat, sicariat, mendicitat, treball domèstic i matrimoni forçat". Aleida trobava que hi havien més desaparicions que les que deien les fonts oficials. A partir d'aquest convenciment fundà l'organització T'ek'ei Grup Interdisciplinari per l'Equitat (nom original: T'ek'ei Grup Interdisciplinari por la Equidad) el desembre de 2012, dedicada a l'"acompanyament a famílies de persones desaparegudes, víctimes de tràfic de persones i feminicidis a Querétaro". Aquesta organització es dedicava a acompanyar familiars dels desapareguts i investigava els casos que les autoritats apartava, centrant-se especialment en els casos) de feminicidis. El govern negava l'existència de tals crims, sent molts membres del govern persones amb lligams al narcotràfic. Una part de l'interès per tapar aquests fets és el voler per part dels governants de l'estat de Querétaro de no voler embrutar la imatge de prosperitat econòmica del territori, el qual tenia aleshores un PIB dels més alts de Mèxic.
El 2017 va rebre per part de la LVIII legislatura de l'estat de Querétaro la distinció Medalla de Sor Juan Inés de la Cruz. Al rebre el premi indicà que és una contradicció rebre'l.
La reacció cap al seu activisme ha consistit en amenaces, difamacions i fins a tres agressions. El gener de 2018 fou agredida en represalia per destapar l'encobriment per part de les autoritats d'actes criminals. Quintana s'exilià del seu país junt a la seua parella, Fernando Valadez. Entraren a l'Estat Espanyol el mes de març amb el programa d'acollida d'Amnistia Internacional.
El novembre de 2018 l'executiu de La Rioja va contactar amb ella per explicar-li l'especial dedicació als drets humans per part del govern aquest.